# 恩斯特·卡普
恩斯特·克里斯蒂安·卡普（Ernst Christian Kapp；1808年10月15日—1896年1月30日），德裔美国技术哲学家和地理学家，也是卡尔·里特的追随者。

## 生平
1808年，出於路德維希城。1830年取得歷史學博士。1830至1848年間，擔任中學教師。
1840 年代末，卡普发表《專制與自由》（Der konstituierte Despotismus und die konstitutionelle Freiheit, 1849），遭指控煽动叛乱，被迫离开德国。1849年，卡普隨後移居德克萨斯州中部的德国拓荒者定居点，從事農耕、地理学研究與工藝发明。
卡普是德克萨斯州希斯特戴爾早期的德国自由思想家。 1853 年，卡普当选自由思想家废奴主义组织自由人聯盟（ ）主席。1854年5月14日的德州州立歌曲節期间，於圣安东尼奥，該組織召开德州废奴主义大會 。大会通过了決議，內容包括：
1. 同工同酬
2. 美国总统直选
3. 废除死刑
4. 廢除奴隸制
5. 免费世俗学校
6. 完全的政教分離

南北战爭结束后，1865年，卡普因健康不佳，隨家人返回德國，定居杜塞道夫，擔任教師。卡普撰写《技术哲学基礎》（Grundlinien einer Philosophie der Technik, 1877）。該部作品阐述了一种技术哲学，工具和武器視為是不同形式的“器官投射”。此外，在作品的第12章和第13章中，语言分析視为是精神生活的延伸。1896年，逝世。